# Steffen Fleßa
Steffen Fleßa (* 19. April 1966 in Nürnberg) ist ein deutscher Wirtschaftswissenschaftler und Hochschullehrer für Gesundheitsökonomie.

## Leben
Fleßa studierte Betriebswirtschaftslehre an der Friedrich-Alexander-Universität Erlangen-Nürnberg. Nach dem Abschluss als Diplom-Kaufmann war er 1990–1995 Dozent am Masoka Management Training Institute in Tansania, gesandt vom Missionswerk der Evangelisch-Lutherischen Kirche in Bayern. 1996 wurde er in Erlangen zum Dr. rer. pol. promoviert.
Von 1995 bis 1998 war er Wissenschaftlicher Assistent am Lehrstuhl für Operations Research der FAU Erlangen-Nürnberg, von 1998 bis 2003 Professor für Betriebswirtschaftslehre am Fachbereich Pflegemanagement der Evangelischen Fachhochschule Nürnberg und 2003/04 Professor für Internationale Gesundheitsökonomik am Hygieneinstitut der Universität Heidelberg. Im Februar 2004 habilitierte er sich in Erlangen-Nürnberg für das Fach Betriebswirtschaftslehre.
Seit Dezember 2004 ist Fleßa Professor für Allgemeine Betriebswirtschaftslehre und Gesundheitsmanagement an der Universität Greifswald. Seit 2016 ist er zusätzlich Prorektor der Universität. 2022 erhielt er den Greifswald Research Award.
Fleßa ist verheiratet und hat zwei Kinder.

## Forschung und Lehre
Arbeitsschwerpunkte von Steffen Fleßa in Forschung und Lehre sind: 
- Gesundheitsmanagement, insbesondere Anwendung quantitativer Methoden in Gesundheitsbetrieben
- Management von Non-Profit-Organisationen
- Gesundheitsmanagement in Entwicklungsländern

Fleßa ist maßgeblich an Aufbau und Gestaltung des Masterstudiengangs Health Care Management der Universität Greifswald beteiligt. Seit 17. November 2016 ist er einer der beiden Prorektoren der Universität.

## Werke
- mit Barbara Städtler-Mach: Konkurs der Nächstenliebe? Diakonie zwischen Auftrag und Wirtschaftlichkeit. Vandenhoeck & Ruprecht, Göttingen 2001 ISBN 978-3-525-62361-9
- Gesundheitsreformen in Entwicklungsländern. Eine kritische Analyse aus Sicht der kirchlichen Entwicklungshilfe. Lembeck-Verlag, Frankfurt a. M. 2002 ISBN 978-3-87476-417-9
- Malaria und AIDS. Gesundheitsökonomische Analysen auf Grundlage von Disease Dynamics Modellen. (International Public Health 11), Jacobs Verlag, Lage 2002 ISBN 978-3-89918-106-7
- Krank und arm – und was nun? Die kirchliche Gesundheitsarbeit in Entwicklungsländern. Eine Orientierungshilfe. Erlanger Verlag für Mission und Ökumene, Erlangen 2002 ISBN 978-3-87214-604-5
- Geistlich Denken – Rational Handeln. Bausteine einer Christlichen Betriebswirtschaftslehre. Lembeck Verlag, Frankfurt a. M. 2003 ISBN 978-3-87476-423-0
- Arme habt Ihr allezeit! Ein Plädoyer für eine armutsorientierte Diakonie. Vandenhoeck & Ruprecht, Göttingen 2003 ISBN 978-3-525-62374-9
- Gesundheitsökonomik: eine Einführung in das wirtschaftliche Denken für Nichtökonomen im Gesundheitswesen Springer, Berlin et al. 2005 ISBN 978-3-540-24000-6

Zweite, aktualisierte und durchgesehene Auflage: Gesundheitsökonomik: eine Einführung in das wirtschaftliche Denken für Mediziner. 2007 ISBN 978-3-540-73409-3
Dritte Auflage: Grundlagen der Gesundheitsökonomie: eine Einführung in das wirtschaftliche Denken im Gesundheitswesen. Wiesbaden: Springer Gabler 2013, ISBN 978-3-642-30918-2
- Helfen hat Zukunft – Herausforderungen und Strategien für karitative und erwerbswirtschaftliche Sozialleistungsunternehmen. Vandenhoeck & Ruprecht, Göttingen 2006 ISBN 978-3-525-62391-6
- Grundzüge der Krankenhausbetriebslehre. Oldenbourg, München 2007 ISBN 978-3-486-58280-2

2. Auflage 2010 ISBN 978-3-486-59659-5
3. Auflage 2013 ISBN 978-3-486-73296-2
- Grundzüge der Krankenhaussteuerung. Oldenbourg, München 2008 ISBN 978-3-486-58279-6
- Costing of Health Care Services in Developing Countries. A Prerequisite for Affordability, Efficiency and Sustainability. Peter Lang, Frankfurt a. M. et al. 2009 ISBN 978-3-631-58408-8
- Planen und Entscheiden in Beruf und Alltag. Oldenbourg, München 2010 ISBN 978-3-486-59764-6
- Internationales Gesundheitsmanagement. Oldenbourg, München 2012 ISBN 978-3-486-71603-0